# 5879 Almeria
5879 Almeria (1992 CH1) là một tiểu hành tinh Amor được phát hiện ngày 8 tháng 2 năm 1992 bởi K. Birkle và U. Hopp ở the Calar Alto Observatory.